# Olivier Desbordes
Pour les articles homonymes, voir Desbordes.
Olivier Desbordes est un metteur en scène de théâtre et d’opéra français né le 21 novembre 1950 à Paris. Il est également impliqué en politique depuis 2015.  
Il est le créateur du Festival d'Art Lyrique de Saint Céré et a été directeur de l’Opera de Dijon. 

## Biographie

### Enfance
Né dans le milieu du prêt à porter et de la mode (Maison Lempereur, Maison Desbordes), après avoir tenté médecine, il s’inscrit au cours Simon et obtient une licence de littérature théâtrale à Nanterre (Paris X). Il apprend les métiers du spectacle dans des théâtres parisiens : Casino, Lido, Pavillon Gabriel…

### Carrière artistique
Parallèlement à ses études, il tourne un long métrage en 1975 : Requiem à l’aube. Il intègre en 1978 l’équipe du Palace où il organise évènements et performances avec Paolo Calia, Jenny Bel'Air et Patrice Gouron (qui deviendra son scénographe et éclairagiste).
Pendant plusieurs années, il participe à des événements autour des créateurs de mode, des chanteurs et artistes comme Jean-Paul Goude, Karl Lagerfeld, Paloma Picasso, Tom Waits et Maurice Béjart. 
En 1981, il crée le Festival de Saint-Céré et y développe ses créations lyriques tout en y invitant des metteurs en scène comme Jean-Luc Boutté ou Ariel Garcia-Valdès. En 1985,c’est la fin du Palace, à la disparition de Fabrice Emaer, il se consacre exclusivement à la mise en scène d’opéras et crée Opéra Éclaté, structure de décentralisation lyrique, puis collabore avec l'Opéra de Québec, les Opéras de Nantes, Massy et Besançon avec des mises en scène dont Tosca ou Le Roi malgré lui avec Natalie Dessay,.
Entre 1996 et 1998, il a été conseiller artistique à la programmation lyrique de l'Opéra de Massy et y participe à la programmation et à la création des opéras. 
En hiver 1998-99, Opéra Éclaté reçoit du Ministère de la Culture le label de « Compagnie Nationale de Théâtre Lyrique et Musical ». 
En décembre 1999, Olivier Desbordes crée en France, à l'Opéra de Massy,  Le Lac d'Argent, conte musical de Kurt Weill sur un livret de Georg Kaiser, précédant une tournée nationale avec Michel Fau, Francine Bergé et Éric Perez. 
Il a créé en avril 2001 à l'Institut Français de Marrakech le spectacle Une Carmen Arabo-Andalouse  qui sera joué plus de deux cent fois au Maroc et en Tunisie. En 2003,  L'Opéra de Quat'Sous  au Théâtre Silvia Monfort à Paris et au Grand Théâtre de Dijon.
Il est amené à diriger l’Opéra de Dijon (Duo Dijon) de 2001 à 2007. C’est là, avec le CDN, qu’il crée de nombreuses œuvres ignorées du public français notamment sur la période allemande de « la République de Weimar » (Lac d’argent, Es liegt in der Luft, Neues von Tage, etc.). 
Avec Michel Fau, il reprend en 2011 la suite de Marcel Maréchal à la tête du Festival de théâtre de Figeac.
Il a accompagné de nombreux jeunes artistes lyriques comme Éric Perez, Dalila Khatir, Christophe Lacassagne, Serenad Uyar ou Éléonore Pancrazi et des metteurs en scène  dont Michel Fau,Robert Cantarella, Benjamin Moreau ou Régis Santon.
En 2013, il met en scène Le Malentendu d'Albert Camus avec Francine Bergé (prix d'honneur du jury des palmarès du théâtre 2013) et Farida Rahouadj.
En 2014, il met en scène la comédie musicale Cabaret avec Samuel Theis et Nicole Croisille qui connaît un véritable triomphe en France, il a mis en scène également cette année là le Voyage dans la Lune en coproduction avec l’Opéra de Fribourg et Lucia di Lammermoor.
En 2019, lui et sa sœur Catherine sont faits chevalier de l'ordre des Arts et des Lettres par Jacques Toubon à la salle royale de l'église de la Madeleine.

### Carrière politique
En mars 2015, il a été élu conseiller départemental PS du canton de Saint-Céré.
Il est élu député suppléant d'Huguette Tiegna en 2017.

## Directions

### Festival
2011 - 2019 : Festival de théâtre de Figeac
1981 - 2021 : Festival d'art lyrique de Saint Céré

### Théâtre/Opéra
2014-2017 : CNPTTM [Centre National de Production de Théâtre et Théâtre Musical] de Saint Céré
2001 - 2007 : Duo Dijon
1981-2014 : Théâtre de l'Usine de Saint Céré

### Compagnie
1987 - : Opéra Eclaté

## Spectacles

### Metteur en scène

#### Lyrique[14]
- 2019 : La Vie parisienne 66 d'Offenbach, tournée
- 2017 : Les Contes d'Hoffmann d'Offenbach, tournée
- 2016 : La Traviata de Verdi, tournée
- 2015 : Falstaff de Verdi, tournée
- 2015 : L'Opéra de quat'sous de Kurt Weill, tournée
- 2015 : La Périchole d'Offenbach, Folie d'O Montpellier
- 2013 : Le Voyage dans la Lune d'Offenbach, Opéra de Fribourg, Opéra de Lausanne
- 2012 : Lost in the Stars de Kurt Weill, Festival de Figeac, Théâtre de la Croix Rousse Lyon, Opéra de Rennes
- 2011 : La Belle de Cadix de Francis Lopez, Théâtre Comédia
- 2011 : Madame Butterfly de Puccini, Opéra de Fribourg
- 2010 : La Bohème de Puccini, Festival de Saint-Céré
- 2010 : L'Elixir d'Amour de Donizetti, Opéra de Dijon
- 2009 : La Belle de Cadix de Francis Lopez, Folie d'O Montpellier
- 2009 : Les Contes d'Hoffmann d’Offenbach, Opéra de Dijon, Festival de Saint-Céré
- 2008 : Le Roi Carotte d'Offenbach, Festival de Saint-Céré, Figeac, théâtre Silvia Monfort
- 2008 : La Traviata de Verdi, Opéra de Dijon
- 2007 : Lucia Di Lamermoor de Donizetti, Opéra de Trier, Opéra de Dijon. Reprise 2014 pour le Festival de Saint-Céré.
- 2006 : La Périchole d’Offenbach, Opéra de Dijon
- 2005 : Falstaff de Verdi, Opéra de Dijon, Festival de Saint-Céré
- 2002 : L'Enlèvement au Sérail, Opéra de Dijon, Festival de Saint-Céré
- 2001 : Don Juan de Mozart, Festival de Saint-Céré
- 2001 : Carmen Arabo Andalouse, Marrakech, tournée Maroc et Tunisie, théâtre Silvia Monfort (en collaboration avec Eric Perez)
- 2000 : La Flûte enchantée de Mozart (filmé par France 3), Festival de Saint-Céré
- 1999 : Le Barbier de Séville de Rossini, Festival de Saint-Céré
- 1998 : Les Noces de Figaro de Mozart, Festival de Sa Saint-Céré
- 1998 : Manon de Massenet (Filmé par France 3), Festival de Saint-Céré
- 1998 : La Belle Hélène d’Offenbach (Filmé par France 3), théâtre Silvia-Monfort
- 1997 : L'Heure espagnole de Ravel, Festival de Saint-Céré
- 1997 : La Grande Duchesse d’Offenbach, Opéra de Massy, théâtre Silvia-Monfort, théâtre des Bouffes-Parisiens
- 1996 : Carmen de Bizet, Théâtre Mogador
- 1993 : La Bohème de Puccini, Opéra de Potsdam
- 1992 : L'Italienne à Alger de Rossini, Festival de Saint-Céré
- 1992 : Dédé de Christiné, Le Pin galant et tournée
- 1992 : Le Roi malgré lui de Chabrier avec Natalie Dessay, Opéra de Nantes
- 1991 : Les Contes d'Hoffmann d’Offenbach, Festival de Saint-Céré
- 1991 : La Veuve joyeuse de Franz Lehár, Scène nationale de Bayonne
- 1990 : Tosca de Puccini, Opéra de Québec
- 1990 : L'Opéra de quat'sous de Kurt Weill avec Anna Prucnal, Ibos Tarbes
- 1989 : Lucia di Lammermoor de Donizetti, Festival de Saint-Céré
- 1989 : La Périchole d'Offenbach, Castres
- 1988 : La Traviata de Verdi, Festival de Saint-Céré
- 1987 : Don Juan de Mozart, Festival de Saint-Céré
- 1987 : La Belle Hélène d’Offenbach, Castres
- 1986 : La Vie Parisienne d’Offenbach, Castres
- 1985 : La Fille de Madame Angot de Charles Lecocq, Castres
- 1985 : Nabucco de Verdi, Festival de Saint-Céré
- 1984 : Les Contes d'Hoffmann d’Offenbach, Festival de Saint-Céré
- 1981 : Orphée et Eurydice de Gluck, Festival de Saint-Céré

#### Théâtre musical / Théâtre[15]
- 2015 : Une femme à sa fenêtre de Feydeau et Délire à deux de Ionesco, Festival de Théâtre de Figeac
- 2014 : Cabaret (comédie musicale),  Domaine d'O à Montpellier, Festival de Théâtre de Figeac, Festival de Saint-Céré. Tournée Opéra Éclaté.
- 2013 : Le Malentendu d'Albert Camus, Festival de Théâtre de Figeac
- 2012 : Lost in The Stars de Kurt Weill (Création en France), Festival de Théâtre de Figeac
- 2011 : Jeu de Massacre avec le groupe Triphase (Création), Festival de Saint-Céré
- 2010 : Neues Vom Tage de Hindemith (Création en France), Opéra de Dijon
- 2009 : Es Liegt In Der Luft de Spoliansky (Création en France), Festival de Saint-Céré
- 2009 : Berlin années 20 ! (La revue des Grands Magasins), Festival de Saint-Céré[16]
- 2006 : Les Petites Noces (Beaumarchais/Mozart), Centre dramatique de Dijon, Opéra de Dijon
- 2005 : Le Brave Soldat Schweik de Kurka, Opéra de Dijon (en collaboration avec Eric Perez)
- 2004 : Cabaret Interlope (Création), Théâtre Silvia Monfort
- 2003 : Le Lac d'Argent de Kurt Weill, avec Michel Fau et Francine Bergé, Centre Dramatique de Dijon / Théâtre Silvia Monfort
- 2003 : L'Opéra de quat'sous de Kurt Weill, Festival de Saint-Céré (en collaboration avec Eric Perez)
- 2002 : Café Chantant, Marrakech
- 1999 : Le Lac d'argent de Kurt Weill (Création en France), Opéra de Massy
- 1996 : Voyage à St Germain, Castres
- 1994 : Music Hall, La Fête Continue ! Festival de Saint-Céré
- 1990 : L'Opéra de quat'sous de Kurt Weill avec Anna Prucnal, Ibos Tarbes

## Filmographie
- 1977 : Requiem à L'aube d’Olivier Desbordes (écriture et réalisation)[17],[18]
- 1977 : Le sexe des anges de Lionel Soukaz (interprète)

## Décoration
Olivier Desbordes est chevalier des Arts et Lettres.